# Фиалка, Ревекка Моисеевна
Ревекка Моисеевна Фиалка (1888, Тимковичи, Слуцкий уезд, Минская губерния — 1975, Москва) — террористка, участница революционного движения в Российской империи в начале XX века, эсерка.

## Биография
Родилась в 1888 году в местечке Тимковичи Минской губернии (ныне Копыльский район, Минская область, Белоруссия) в семье учителя еврейского языка Мойше-Гирша Нохимовича Фиалко (1852—?) и его жены Хаи (1855—1900). Семья переехала в Кишинёв когда ей не было и года (младший брат Шлёма родился в июле 1889 года уже в Кишинёве). Училась в кишинёвской Еврейской профессиональной школе для девочек, где обучение проводилось на русском языке и идише, и помимо школьных предметов включало ремесленную практику. Мать умерла 18 января 1900 года в Кишинёве, когда дочери было 11 лет и в том же году отец там же вторично женился на Рахле Михелевне Дикштейн (тоже вдове из Ляховичей, 1847—?).
В 1903 году окончила школу, сдав экзамен при городской управе, со званием подмастерья-швеи. Некоторое время работала в пошивочной мастерской. Ещё будучи ученицей последнего класса школы, сблизилась с революционным движением. Первоначально её деятельность заключалась в посещении кружков, собраний и чтении нелегальной литературы. В 1904 году Фиалка вступила в подпольную организации партии социалистов-революционеров, по поручению которой вела агитационную работу. В начале 1905 года по поручению партии отправилась в Одессу, чтобы оказать помощь в изготовлении снарядов. Несколько раз она ездила за динамитом в Кишинёв и привозила его на конспиративную квартиру в Одессе, куда кроме этого доставили также запрещённую литературу и шрифты из раскрытой тайной типографии. Летом 1905 года Фиалку и её товарища Александра Лаппе арестовали на конспиративной квартире в Одессе.

### Нерчинская каторга

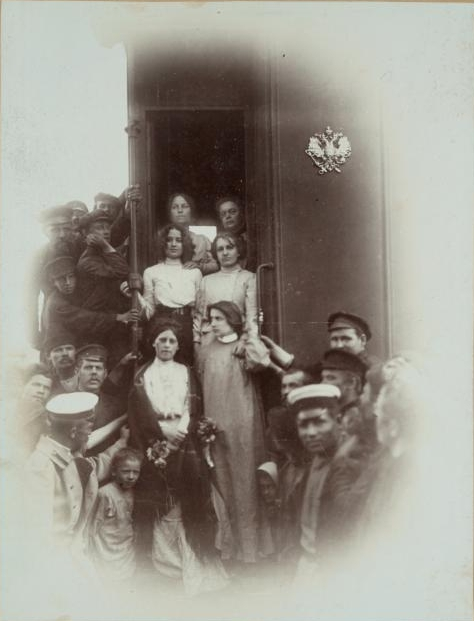
Торжественная встреча Марии Спиридоновой, Марии Школьник, Анастасии Биценко, Александры Измайлович, Ревекки Фиалки и Лидии Езерской на Омской железнодорожной станции 30 июня 1906 года во время этапирования на Нерчинскую каторгу.

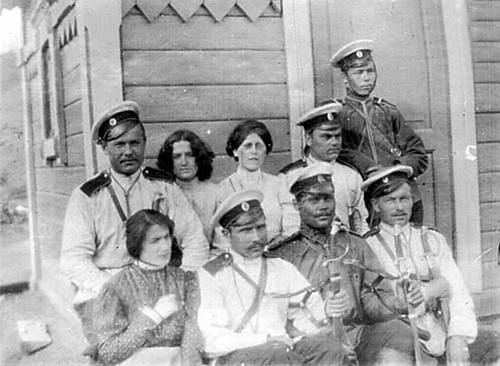
Мария Школьник, Ревекка Фиалка и Мария Спиридонова в Акатуйской тюрьме с конвоем, 1906 год.

Молодых людей судил военно-окружной суд; к двоим обвиняемым присоединился революционер Павел Гальперин; всех троих приговорили к 20 годам каторги, однако Фиалке, как несовершеннолетней, треть срока была сокращена и итоговый приговор составил 13 лет и несколько месяцев. В январе 1906 года Фиалку отправили этапом на каторгу. В Бутырской пересыльной тюрьме, в которой она пробыла до июля, Фиалка познакомилась с пятью известными женщинами-террористками, приговоренными к смертной казни, замененной бессрочной каторгой: Марией Спиридоновой, Лидией Езерской, Александрой Измайлович, Марией Школьник и Анастасией Биценко.
В августе 1906 года террористки прибыли в Акатуевскую каторжную тюрьму. Первоначально режим содержания политических заключенных был довольно мягким, однако после нескольких побегов зимой 1907 года было принято решение перевести шестерых террористок в Мальцевскую тюрьму, где содержались в основном женщины, осужденные за уголовные преступления. Обращение с Фиалкой и её товарищами со стороны тюремного начальства было жестким, что побуждало революционерок вести борьбу за свои права (возможность читать книги, вести переписку с родными и так далее).
В конце 1910 года Фиалка была отправлена на вечное поселение в Читканскую волость Баргузинского уезда, и пробыла в Баргузине до конца 1915 года без права передвижения даже по области. Находясь в ссылке, Фиалка содействовала товарищам в подготовке побегов, была членом нелегальной кассы взаимопомощи.

### После Февральской революции
В начале 1916 года Фиалка переехала в город Свободный (до 1917 года — Алексеевск) на Амуре и жила там до 1923 года. В 1917 году она была выбрана в Совет рабочих и солдатских депутатов. В 1919 году Фиалка была арестована семёновцами, но после допроса японской разведкой и непродолжительного заключения её отпустили.
В конце 1923 года Фиалка с семьёй переехала в Хабаровск, a c 1926 по 1931 год жила во Владивостоке. И в Хабаровске, и во Владивостоке работала как член Совета Хабаровского и Владивостокского особого отделения политкаторжан в различных комиссиях. В середине 1931 года переехала в Москву и с этого времени до 1935 года работала в детской комиссии общества политкаторжан. После 1935 года, получив постоянную квартиру, и до 1946 года Фиалка работала в культкомиссии при домоуправлении.
Умерла в 1975 году.

## Семья
Муж — Сигизмунд Густавович Рачинский (1882—1938), был заместителем главного бухгалтера артели «Химкраска». Во время Большого террора он был арестован по обвинению в принадлежности к контрреволюционной эсеровской организации и по приговору «тройки» НКВД расстрелян 4 июня 1938 года на Бутовском полигоне. 14 мая 1956 года он был реабилитирован. Его жене о судьбе мужа сообщено не было, в июле 1956 года она обратилась в КГБ с просьбой сообщить ей о судьбе мужа, но и тогда ей сообщили, что Рачинский якобы умер от кровоизлияния в мозг в 1941 году.
Во время Великой Отечественной войны Ревекка Моисеевна находилась в эвакуации. По возвращении из эвакуации работала в активе при Куйбышевском райсобесе, исполняя различные поручения по обследованиям пенсионеров и обслуживанию их. В последующие годы Фиалка работала нерегулярно, но принимала участие в кампаниях по выборам в Советы и по займам.
- Дети — Чарна Сигизмундовна Рачинская (1913—2001) и Збигнев Зигмундович Рачинский (1921—2018), переводчики.
  - Внуки — Ян Рачинский, председатель правления международного общества «Мемориал» (с 22 марта 2018 года), в 2022 году представлял «Мемориал» в церемонии вручения Нобелевской премии мира; Андрей Рачинский (1956—2016), биолог, составитель томов «Убиты в Катыни» и «Убиты в Калинине, захоронены в Медном»; Станислав Рачинский, активист общества «Мемориал».
- Брат — Натан Моисеевич Фиалко (англ. Nathan Fialko, 1881—1960) — американский психиатр и писатель, среди прочего автор антиутопии «Новый град» (1925); эмигрировал в США в 1903 году.